# Гюйар, Астрид
Астрид Гюйар (фр. Astrid Guyart, род. 17 марта 1983, Сюрен) — французская фехтовальщица-рапиристка, многократный призёр чемпионатов мира и Европы, чемпионка Средиземноморских игр. Серебряный призёр Олимпийских игр 2020 в Токио.

## Биография
Родилась в 1983 году в Сюрене. В 2005 году стала бронзовым призёром чемпионата мира и чемпионкой Средиземноморских игр. В 2008 и 2009 годах становилась бронзовым призёром чемпионата Европы.
В 2012 году стала серебряным призёром чемпионата Европы, а на Олимпийских играх в Лондоне стала 10-й в личном первенстве и заняла 4-е место в командном. В 2013 году завоевала серебряную медаль чемпионата Европы и бронзовую медаль чемпионата мира. В 2014 году стала бронзовым призёром чемпионатов мира и Европы, в 2015 году повторила этот результат. В 2016 году заняла третье место на чемпионате мира в командном первенстве, затем повторила этот результат на чемпионате Европы.